# Haplodontium sanguinolentum
Haplodontium sanguinolentum là một loài Rêu trong họ Bryaceae. Loài này được Müll. Hal. mô tả khoa học đầu tiên năm 1879.